# Amoghli
Amoghli eller Emoghli var en iransk mattknytare, verksam i staden Meshed från omkring 1900 till 1920-talet.
Amoghli signerade oftast sina mattor som är knutna av högklassig ull, mycket täta, finmönstrade och försedda med 3–5 centimeter breda vävda långsideskanter i blått.